# Baron Conyers
Baronowie Conyers 1. kreacji (parostwo Anglii)
- 1509–1524: William Conyers, 1. baron Conyers
- 1524–1538: Christopher Conyers, 2. baron Conyers
- 1538–1557: John Conyers, 3. baron Conyers
- 1641–1654: Conyers Darcy, 7. baron Darcy de Knayth i 4. baron Conyers
- 1654–1689: Conyers Darcy, 1. hrabia Holderness, 8. baron Darcy de Knayth i 5. baron Conyers
- 1689–1692: Conyers Darcy, 2. hrabia Holderness, 9. baron Darcy de Knayth i 6. baron Conyers
- 1692–1721: Robert Darcy, 3. hrabia Holderness, 10. baron Darcy de Knayth i 7. baron Conyers
- 1721–1778: Robert Darcy, 4. hrabia Holderness, 11. baron Darcy de Knayth i 8. baron Conyers
- 1778–1784: Amelia Osborne, 12. baronowa Darcy de Knayth i 9. baronowa Conyers
- 1784–1838: George William Frederick Osborne, 6. książę Leeds, 13. barona Darcy de Knayth i 10. baron Conyers
- 1838–1859: Francis Godolphin Darcy-Osborne, 7. książę Leeds, 14. baron Darcy de Knayth i 11. baron Conyers
- 1859–1888: Sackville George Lane-Fox, 15. baron Darcy de Knayth i 12. baron Conyers
- 1892–1926: Marcia Amelia Mary Pelham, 13. baronowa Conyers i 7. baronowa Fauconberg
- 1926–1948: Sackville George Pelham, 5. hrabia Yarborough, 14. baron Conyers i 8. baron Fauconberg